# Opsiphanes oresbios
Opsiphanes oresbios är en fjärilsart som beskrevs av Hans Fruhstorfer 1912. Opsiphanes oresbios ingår i släktet Opsiphanes och familjen praktfjärilar. Inga underarter finns listade i Catalogue of Life.